# Péter Vladimir
Péter Vladimir (Budapest, 1947. június 28. –) Munkácsy Mihály-díjas, Érdemes Művész, magyar ötvös- és szobrászművész. A Széchenyi Irodalmi és Művészeti Akadémia tagja (1993). A MOME Doktori Iskolájának törzstagja.

## Kutatási területe
Ékszerészet és ékszertevezés. A fémműves tervezés hagyományos és új területei. Alkalmazott plasztika és -érmészet. 3 dimenziós betűhasználat épített terekben. A kulturális emlékezet plasztikus jelei. Tervezőművész-oktatás módszertana.

## Életpályája
Művészcsaládban született, anyja Anna Margit festőművész, apja Péter Imre újságíró, műkritikus. Péter Vladimir az Iparművészeti Főiskola (1968-1973) ötvös szakán végzett. Mestere Engelsz József ötvösművész volt. 
1983-tól az Iparművészeti Főiskola (jelenleg Moholy-Nagy Művészeti Egyetem - MOME) Formatervező Tanszék fémműves szakát vezette. Tevékenyen részt vett a "Tárgyalkotás" tanszék megalapításában, melynek első tanszékvezetője volt. A tanszék három korábbi szak (kerámia, üveg, fém) munkáját foglalja egységbe. 
1989-ben megszerezte a DLA fokozatot, 1997-ben kinevezték egyetemi tanárnak. 2001-től tanszékvezető. A MOME Doktori Iskolájában folyamatosan témavezető professzor.
Az 1970-es évektől a design szemléletű fémműves-formatervezői iskola megteremtője, ötvösművész, aki egyedi ékszerei mellett sajátos hangulatú szobraival is feltűnt. 1975-ben részese volt a Manual művészcsoport megalapításának. 1980-ban tanulmány úton Dániában az oktatási rendszert, valamint a világhírű Hans Hansen ezüst design manufaktúrát tanulmányozta, modelljei 1992-ig szerepeltek a cég kínálatában. 1993-ban WLADIS néven ékszermanufaktúrát - később galériát - hozott létre, mely a WLADIS márkanevű, általa tervezett ékszerek bemutatását, forgalmazását szolgálja. Az ékszertervezés mellett díjak, különféle trófeák, használati tárgyak tervezése is gazdagítja repertoárját. Legkedvesebb anyaga az ezüst, ebből alkot legszívesebben, de számos más anyag (drágakő, féldrágakő, cserép, üveg, csont, bőr, textil, szaru, kovácsoltvas, fa) kiváló megmunkálója.
1970 óta kiállító művész, első jelentős egyéni kiállítása 1977-ben volt a Magyar Nemzeti Galériában. Ékszereivel, ötvösmunkáival világkiállításokon, nemzetközi biennálékon nyert díjakat. Munkáit jeles köz- és magángyűjtemények (Magyar Iparművészeti Múzeum, Koch-gyűjtemény) őrzik.

## Kiállításai (válogatás)[3]

### Egyéni
- 1970 • Eötvös Loránd Tudományegyetem Eötvös Klub, Budapest
- 1975 • Újpesti Galéria, Budapest
- 1977 • Műhely-sorozat, Magyar Nemzeti Galéria, Budapest
- 1984 • Electrum Gallery, London
- 1992 • Galerie Sofie Lachaert, Gent
- 1997 • Dorottya Galéria, Budapest
- 2001 • Erdész Galéria, Szentendre
- 2004   Péter Vladimir ötvösművész és a Mana Stúdió, Ponton Galéria - Moholy-Nagy Művészeti Egyetem kiállítóhelye, Budapest

### Csoportos
- 1973 Ezüst Világkiállítás, Mexikóváros
- 1976, 1979, 1986, 1988 • Handwerksmesse, Ékszerkiállítás, München
- 1975-1985 • Manuál-kiállítások: Bruges, Párizs, Bécs, Budapest, Helsinki
- 1979 • Manuál, Műcsarnok, Budapest
- 1980 • A kéz intelligenciája, Műcsarnok, Budapest
- 1982 • Magyar Iparművészeti kiállítás, Helsinki
- 1984, 1987 • Electrum Gallery, London
- 1989 • Magyar Kulturális Hetek, Barbican Centre, London
- 1990 • Divat és látvány, Ernst Múzeum, Budapest
- 1995 • Art-Glass Galerie, Utrecht
- 1996 • Műhelysarok, Iparművészeti Múzeum, Budapest
- 1994-1997 • Wladis-kiállítások • Bécs, Budapest, Gent
- 1997 • Galerie Kunst im Licht, Hamburg
- 2001 • Ipar-Művészet. Millenniumi iparművészeti kiállítás, Műcsarnok, Budapest
- 2007 • Akkor és Most – a Manuál csoport kiállítása,[4] Faur Zsófi - Ráday Galéria, Budapest
- 2009 • Karika,[5] Sterling Galéria, Budapest
- 2010 • India - a Sterling Ékszergaléria kiállítása,[6]  Sterling Galéria, Budapest
- 2015 • LOOT, The Museum of Arts and Design, New York

## Köztéri művei (válogatás)
- Festett szobor (üvegszálas poliészter, 1973-1977, Budapest, Hungária Kávéház)
- A "Generális" szobor cégér (üvegszálas poliészter, 1978 Sopron, Tábornok-ház)
- Madarak (festett üvegszálas poliészter, 1980-as évek, Budapest, Malév 2. Terminál)
- Szobrok (bronz, zománc, 1989, Budapest, Atrium Hyatt)
- Múzsa (bronz, öntöttvas, 1990, Szentendre, Anna Margit-Ámos Imre Múzeum)
- Szökőkút (bronz, gránit, mészkő, 1993, Budapest, Café Remiz)
- Cégér (aranyozott bronz, üveg, zománcozott acéllemez, 1995, Budapest, Nagyházi Galéria)
- Tórapajzs (ezüst, üveg, 1997, Budapest, Sim Shalom Közösség)
- Állatalakos lámpák, falikutak (Centrál Kávéház, 1999)
- Fortuna (bronz, 2000, Fortuna-ház, Budai Várnegyed).
- Vásárhelyi Miklós Emlékjel (Rijeka 2005)
- Fejtő Ferenc Emlékjel (Nagykanizsa 2009)

## Díjak, elismerések (válogatás)
- 1973: Ezüst Világkiállítás, II. díj, Mexikóváros;
- 1978: Nemzetközi Képző- és Iparművészeti Quadriennálé, Erfurt, I. díj;
- Nemzetközi Ékszerbiennálé, Jablonec, I. díj;
- 1985: Ötvös- és Fémműves Quadriennálé, Miskolc, I. díj;
- 1986: Handwerksmesse, Ékszerkiállítás, München, a zsűri díja;
- 1987: Nemzetközi kályhapályázat, különdíj, London;
- 1989: Munkácsy Mihály-díj;
- 1996: Érdemes művész.
- 2007: A Magyar Köztársasági Érdemrend lovagkeresztje

## Kapcsolódó információk
- S. Nagy Katalin: Péter Vladimir. Budapest : Corvina, 1979. 44 p. 20 t. (Ser. Corvina műterem).
- Ahol az ezüst ékszerré válik, interjú Péter Vladimir ötvösművésszel